# Universal Studios Great Britain
Koordinaten: 52° 5′ 23″ N, 0° 29′ 58″ W
Universal Studios United Kingdom ist ein geplanter 3 km² großer Themenpark- und Resort-Komplex in Bedfordshire, England. Der Park soll das siebte Universal Studios Resort und das erste im Vereinigten Königreich sein.

## Geschichte
Vor der Entwicklung des britischen Parks hatte Universal Destinations & Experiences zweimal versucht, ein Resort in Europa zu errichten. Der erste, ein geplanter Park im französischen Sénart, wurde aufgrund der damaligen Unterperformance von Euro Disneyland abgesagt. Der zweite war die Übernahme von PortAventura im Jahr 1998 und die spätere Entwicklung von Universal Mediterranea in Salou, Spanien, das das Unternehmen 2004 verkaufte.
Am 9. April 2025 bestätigte Premierminister Keir Starmer die Unterstützung der Regierung für das Projekt. Der Baubeginn ist für 2026 geplant. Universal bestätigte die geplante Eröffnung für 2031 (vorbehaltlich der Baugenehmigungen) und veröffentlichte die ersten offiziellen Konzeptzeichnungen. Schätzungen zufolge könnte das Projekt bis 2055 einen wirtschaftlichen Nutzen von fast 50 Milliarden Pfund bringen, darunter schätzungsweise 28.000 Arbeitsplätze und 8,5 Millionen Besucher im ersten Jahr.